# 2017 في كينيا
فيما يلي قوائم الأحداث التي وقعت خلال عام 2017 في كينيا.

## سياسة

### تعيين في المنصب
- 31 أغسطس – يوسف حسن عبدي عضو الجمعية الوطنية ‏.

### انتهاء فترة المنصب
- 16 يوليو – ويسلي كورير عضو الجمعية الوطنية ‏.

## رياضة
- 1 يناير – دوري كينيا الممتاز 2017 الفائز نادي غور مايا.
- 1 يناير – كينيا في بطولة العالم للألعاب المائية 2017

## وفيات

### مارس
- 19 مارس – بولين سميث (مواليد 1933)

### ديسمبر
- 16 ديسمبر – شارون لاوس (مواليد 1974) درّاجة طريق من المملكة المتحدة.